# Дельпоццо, Иван Петрович
Иван Петрович (Джованни) Дельпоццо (1739—1821) — русский генерал итальянского происхождения, один из первых деятелей покорения Кавказа.

## Биография
Иван Дельпоццо родился в 1739 году в Тоскане и в 1775 г. поступил волонтером в русскую армию.
После продолжительной службы в Сухопутном шляхетском корпусе Дельпоццо в 1795 г., в чине полковника, был назначен командиром Казанского пехотного полка на Кавказской линии. Какая-то просьба его, обращенная к императору Павлу, была найдена «неприличной», и 16 августа 1798 г. Дельпоццо был отставлен от службы.
Проживая на Тереке, в крепости Ивановской, не у дел, Дельпоццо в 1802 году был захвачен чеченцами в плен, увезён в Герменчук, посажен в оковы и только через год выкуплен князем Цициановым за 8400 рублей. В награду за понесенные страдания Дельпоццо снова был принят на службу генерал-майором и назначен приставом Кабардинского народа. Не придерживаясь политики своих предшественников — ссорить кабардинских князей между собой и властвовать над ними, пользуясь их междоусобицей, — Дельпоццо старался кротостью и снисходительностью привлечь к себе сердца кабардинцев и привить им культурные обычаи и понятия, не трогая религии. Он реформировал народные суды, поощрял торговлю, разграничил горские земли от земель, принадлежавших гарнизонам русских укреплённых пунктов, но особенно заботился о воспитании и образовании молодежи, устроив в Георгиевске и Екатеринограде школы для детей кабардинских князей и помещиков, подготовлявшие их к переходу в кадетские корпуса. Меры эти, вызвав на Дельпоццо многие нарекания со стороны войск и русских людей, не оправдали ожиданий Дельпоццо, и попытка его собрать кабардинскую милицию для участия в походе против чеченцев и тем испытать их преданность русскому правительству окончилась неудачей.
23.05/4/06 1805 года Дельпоццо проводил переговоры с кабардинскими владетелями и узденями в качестве пристава Кабарды в Константиногорской крепости.

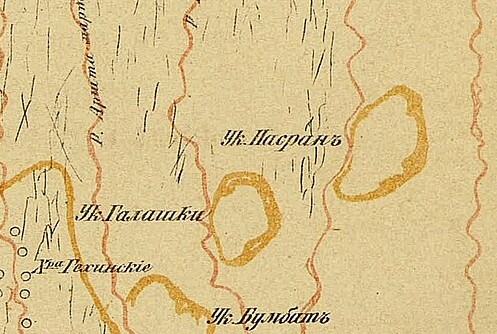
Укрепление Насрань (1856)

19 февраля 1810 года Иван Петрович Дельпоццо был назначен шефом Владикавказского гарнизонного полка, комендантом Владикавкавказской крепости и начальником округа. На этом посту деятельность Дельпоццо ознаменовалась присоединением к России ингушских племён в верховьях реки Сунжи, устройством передовых укреплений при переправе через Сунжу в Казах-Кичу и заботами об улучшении Военно-Грузинской дороги. В том же, 1810 году, генерал-майором Дельпоццо было заложено укрепление Назрановское на реке Назранка — составлявших одну из русских фортификационных укреплений на Сунженской линии. В августе 1810 года в крепости Владикавказ был подписан акт присяги Назрановских ингушей.
Назначенный 2 октября 1814 г. начальником 19-й пехотной дивизии и командующим войсками на Кавказской линии, Дельпоццо предпринял экспедиции в Кабарду и в аулы джераховцев в ущельях по Военно-Грузинской дороге, но велись они не энергично и крупных результатов не достигли.
В общем Дельпоццо проявил в управлении линией некоторую слабость, вследствие чего участились дерзкие нападения горцев и развилась чума. Ермолов, уважая в Дельпоццо бескорыстие, сместил его в 1818 году и отправил на покой, назначив комендантом Астрахани, где он и умер в 1821 году.